# Trifórium

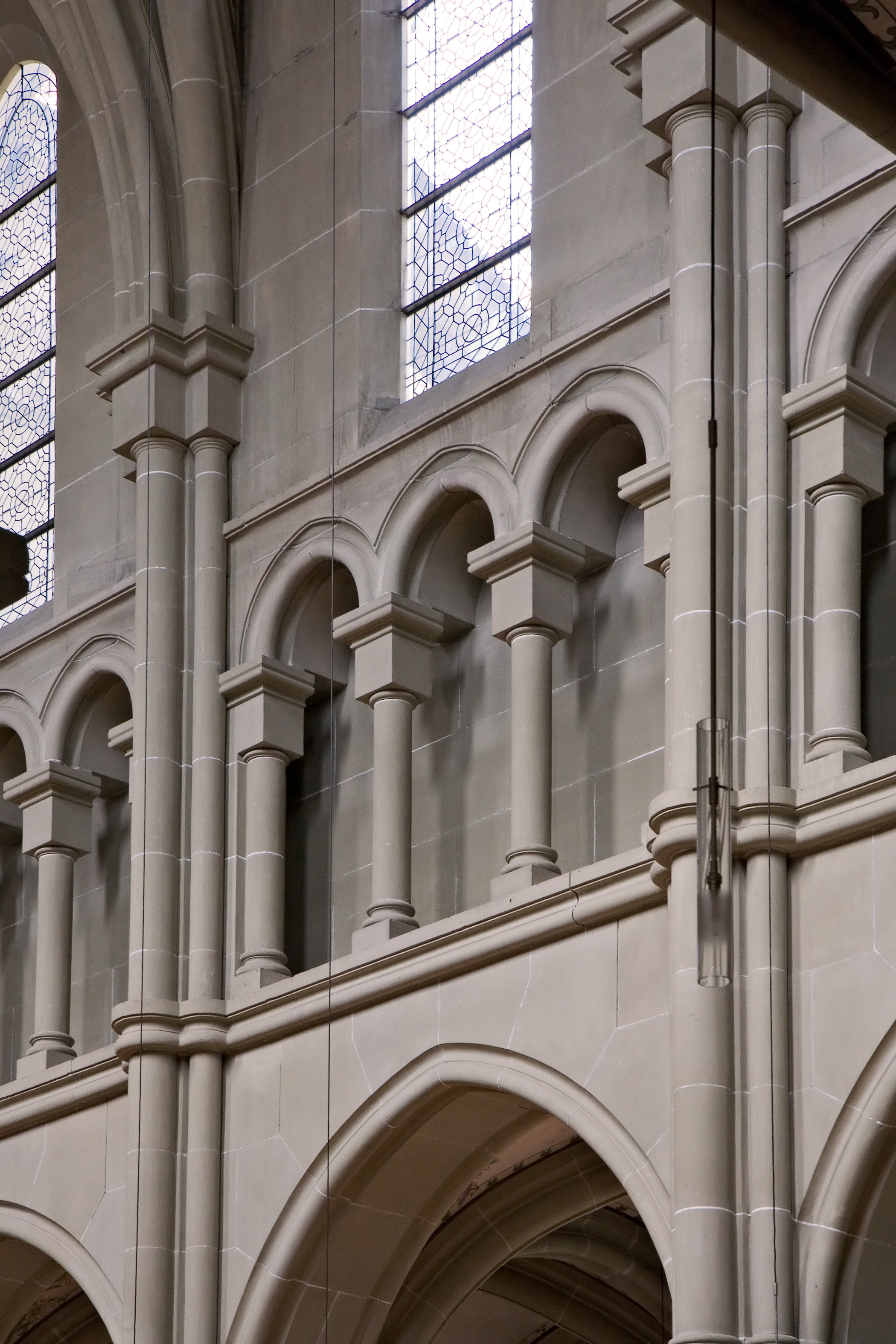
Valódi triforium a berni neogótikus Szt. Péter és Pál templomban

A trifórium folyosó késő román, de mindenekelőtt gótikus bazilikákban a fal felső részén, amely csak a középső hajó felé nyitott. Közbenső emelet alakul ki az alsó szint árkádjai és a felső szint ablakai között. Vitatott, hogy a fogalom a latin nyelvből származik, tres (három) és foris (ajtó, nyílás) olyan értelemben, hogy háromrészű nyílás, mivel a szó első említése a középkori szerzetes Gervasius jegyzeteiben a Canterbury katedrális újjáépítése kapcsán 1185-ből olyan folyosóra vonatkozik, amelynek nincsenek árkádos nyílásai, ill. ablakai.
A trifórium stíluselem, kialakulása azzal magyarázható, hogy mögötte van a mellékhajó teteje, ezért a felső szint ablakai nem érnek el az árkádívekig. A trifórium tagolja a síkot és így plasztikusabbá teszi a felületet, gyakorlati építészeti haszna azonban nincs. A gádorfalon az ilyen vak oszlopsorok és triforiumok az itt egyébként elhelyezkedő valódi karzatot másnéven emporiumot hivatottak vizuálisan pótolni.